# اسپیریت‌باکس
اسپیریت‌باکس (به انگلیسی: Spiritbox) گروه هوی متال کانادایی با اصالت اهل ویکتوریا، بریتیش کلمبیا است و توسط گیتاریست مایک استرینگر و خواننده کورتنی لاپلانت در اکتبر ۲۰۱۷ تأسیس شد. ترکیب کامل گروه شامل زوج متأهل لاپلانت و استرینگر در کنار درامر زیو رز و نوازنده بیس جاش گیلبرت است. سبک گروه شامل عناصر الکترونیکی است و از تأثیرات مختلفی نشأت می‌گیرد و از زیرشاخه‌های مختلف متال با ریشه‌های متال‌کور و پراگرسیو متال عبور می‌کند. موسیقی آن‌ها در حال حاضر از طریق لیبل آنها، Pale Chord، از طریق مشارکت با لیبل رایز رکوردز منتشر می‌شود.
لاپلانت و استرینگر اعضای گروه Iwrestledabearonce بودند، اما از نقش‌های خود ناراضی بودند و Spiritbox را برای بیان هنرمندانه خود تأسیس کردند. آنها اولین نمایشنامه توسعه یافته را با نام Spiritbox (2017) منتشر کردند و به دنبال آن یک EP دوم با نام Singles Collection (2019) با ترکیبی گسترده منتشر کردند. Spiritbox در ابتدا پایگاه هواداران خود را با تمرکز بر تبلیغ از طریق اینترنت ایجاد کرد و موسیقی خود را از طریق یک سری از موزیک ویدیوهای محبوب معرفی کرد، قبل از اینکه در سال ۲۰۲۰ به عنوان یک گروه در حال تور حضور داشت. آنها همچنان با چندین تک آهنگ که قبل از انتشار اولین آلبوم آبی ابدی خود (۲۰۲۱) به جدول بیلبورد رسیدند، محبوبیت خود را به دست آوردند، آلبومی که در رتبه ۲۰۰ بیلبورد ایالات متحده قرار گرفت. ۱۳. آنها سومین EP خود را با نام Rotoscope در سال ۲۰۲۲ و چهارمین EP خود را با نام The Fear of Fear در سال ۲۰۲۳ منتشر کردند.

## تاریخ

### ۲۰۱۵–۲۰۱۹: شکل‌گیری و سال‌های اولیه
قبل از تأسیس Spiritbox، کورتنی لاپلانت خواننده و گیتاریست مایک استرینگر هر دو در Iwrestledabearonce بودند. این زوج در این مدت نامزد بودند و از سال ۲۰۱۱ می‌خواستند پروژه موسیقی مشترک خود را تشکیل دهند. در اواخر سال ۲۰۱۵، آنها تصمیم گرفتند که گروه را ترک کنند. لاپلانت و استرینگر هر کدام جایگزین یکی از اعضای قبلی Iwrestledabearonce شده بودند و هرگز با این وضعیت در گروه راحت نبودند. آن دو همچنین می‌خواستند مسیر شخصی و خلاقانه جدیدی را دنبال کنند. این زوج تصمیم گرفتند از تور استراحت کنند و به خانه برگردند تا شغلی منظم پیدا کنند. در طول سال ۲۰۱۵، Stringer، نوازنده چند ساز، دمویی از آهنگ‌های LaPlante را در سبک‌های مختلف موسیقی ارائه کرد تا به آن‌ها کمک کند تا در مورد مسیری برای گروه خود تصمیم بگیرند. لاپلانت و استرینگر در سال ۲۰۱۶ ازدواج کردند و دو هفته بعد شروع به ضبط آهنگ کردند. استرینگر قسمت‌های درام را برای یک نمایش برنامه‌ریزی‌شده نوشت که توسط درامر جلسه آن زمان، مایکی مونتگومری، همکار سابق گروه Iwrestledabearonce، دوباره تنظیم شد. EP توسط LaPlante و Stringer در استودیوی خانگی خود به همراه دوستشان Tim Creviston ضبط شد. میکس و مسترینگ آن توسط دن براونشتاین عضو سابق گروه Volumes در لس آنجلس انجام شد.
در ۹ اکتبر ۲۰۱۷، لاپلانت و استرینگر راه اندازی گروه خود، Spiritbox را اعلام کردند، مستقر در ویکتوریا، بریتیش کلمبیا. لاپلانت توضیح داد که Iwrestledabearonce هیچ اظهارنظری در مورد وضعیت آنها نداده است، و بنابراین، در ۲۵ اکتبر، او به‌طور رسمی خروج خود را از گروه Iwrestledabearonce تأیید کرد. Spiritbox در نهایت بیش از ۳۸۰۰۰ دلار بودجه از FACTOR (بنیاد کمک به استعدادهای کانادایی در رکوردها) دریافت کرد که توسط دولت کانادا و پخش‌کننده‌های خصوصی تأمین مالی شد تا از ضبط و تور گروه پشتیبانی کند. به عنوان Spiritbox، این زوج اولین EP هفت آهنگ خود را در ۲۷ اکتبر ۲۰۱۷ منتشر کردند که پس از تک آهنگی به نام «زیبایی رنج» منتشر شد. بلافاصله پس از آن، پروژه برای مدتی متوقف شد و خود را در تلاش برای پخش آهنگ‌ها در اجراهای زنده بدون نوازندگان اضافی به بن‌بست دیدند.
در سال ۲۰۱۸، بیل کروک از گروه پاپ پانک Living with Lions به عنوان نوازنده دائمی بیس به گروه پیوست. مدت کوتاهی پس از آن، آنها رایان لورک، درامر دائمی، که در شردی کروگر مستقر در کلونا نیز بازی می‌کرد، مطمئن شدند. جیسون مگیو، مدیر سابق Iwrestledabearonce، ناشر Pale Chord را برای انتشار موسیقی Spiritbox از طریق قرارداد توزیع با The Orchard تأسیس کرد. مژو به گروه توصیه کرد که موسیقی Spiritbox را به مدت دو سال به صورت آنلاین تبلیغ کنند تا اینکه یک برنامه تور گران‌قیمت را انجام دهند. در حالی که گروه طرفداران خود را افزایش داد، آنها یک EP پنج آهنگ را با عنوان Singles Collection در ۲۶ آوریل ۲۰۱۹ منتشر کردند. در طول سال‌های ۲۰۱۸ و ۲۰۱۹، گروه اکثر آهنگ‌ها را برای اولین آلبوم مورد نظر خود ساخت.

### ۲۰۲۰–۲۰۲۱: آبی ابدی
لورک در سال ۲۰۲۰ گروه را ترک کرد، و درامر اهل فیلادلفیا، زیو رز (نام خانوادگی کامل روزنبرگ) به خدمت گرفته شد. اولین آلبوم کامل گروه، آبی ابدی، در ابتدا برای انتشار در سال ۲۰۲۰ برنامه‌ریزی شده بود، اما تولید آن به دلیل همه‌گیری کووید-۱۹ متوقف شد. اولین تور گروه، یک قسمت حمایتی برای After the Burial در اروپا، به همین دلیل لغو شد. در ۳ ژوئیه ۲۰۲۰، Spiritbox تک آهنگ "Holy Roller" را منتشر کرد، که به موفقیت تجاری و انتقادی دست یافت و در No. قرار گرفت. ۲۵ در آهنگ‌های هارد راک داغ بیلبورد. نسخه اصلی این آهنگ هفت هفته به عنوان No. سپری شد. ۱ در Sirius XM Liquid Metal 's Devil's Dozen، و بهترین آهنگ سال ۲۰۲۰ توسط شنوندگان ایستگاه شناخته شد. در سپتامبر ۲۰۲۰، Spiritbox اعلام کرد که با رایز رکوردز به عنوان بخشی از مشارکت این لیبل با Pale Chord قرارداد امضا کرده است.
در ۴ اکتبر ۲۰۲۰، گروه ریمیکس «Holy Roller» را با حضور ریو کینوشیتا از کریستال لیک منتشر کرد. ریمیکس پنج هفته به عنوان رتبه دوم در چارت Devil's Dozen بود. در ۴ دسامبر ۲۰۲۰، Spiritbox اولین آهنگ "Constance" را منتشر کرد، آهنگی دربارهٔ زوال عقل که به مادربزرگ لاپلانت تقدیم شده بود. در همین ماه یک نظرسنجی خوانندگان مجله کرنگ!، Spiritbox را به عنوان "گروه جدید سال" انتخاب کرد. ادامه انتشار موزیک ویدیوهای "فوق العاده محبوب" انتظار آلبوم آتی Spiritbox را ایجاد کرد.
در ژانویه ۲۰۲۱، Revolver نسخه آتی Spiritbox را در فهرست "۶۰ آلبوم مورد انتظار سال ۲۰۲۱" قرار داد. به دلیل قوانین قرنطینه، گروه در انزوا در استودیویی در Joshua Tree، کالیفرنیا جمع شدند تا به کار بر روی اولین آلبوم خود ادامه دهند. آنها مهلتی را تا آوریل ۲۰۲۱ تعیین کردند تا اطمینان حاصل کنند که آلبوم در آن سال منتشر می‌شود. سومین تک آهنگ از این آلبوم، "Circle with Me" در ۳۰ آوریل ۲۰۲۱ منتشر شد. در ماه مه، لاپلانت روی جلد شماره ماه مه کرنگ! ظاهر شد!. در ۲۵ مه ۲۰۲۱، گروه تک آهنگ "Secret Garden" را منتشر کرد، که در ۴۰ رتبه برتر جدول بیلبورد جریان اصلی راک قرار گرفت. در حالی که گروه مشغول ضبط آلبوم بودند، موزه گرمی از Spiritbox خواست تا نسخه آکوستیک زنده "کنستانس" را به عنوان بخشی از مجموعه آنها: مجموعه زنده در یک کلیسا، همراه با یک گروه زهی اجرا و ضبط کند. نسخه آکوستیک این آهنگ برای اولین بار در ژوئیه ۲۰۲۱ پخش شد. گروه در ژوئیه ۲۰۲۱ با حمایت از Limp Bizkit در ایالات متحده سعی کرد دوباره تور برگزار کند. این نیز پس از چند تاریخ به دلیل نگرانی‌های ایمنی مربوط به همه‌گیری لغو شد. این تور لغو شده با Limp Bizkit گروه را به هزینه‌های غیرمنتظره زیادی سوق داد. برنت اسمیت، خواننده شاینداون به Spiritbox 10000 دلار برای کمک به پوشش هزینه‌های از دست رفته تور پیشنهاد داد، در حالی که وی کیم اس رومنز از هزینه‌های اجاره بسته نورپردازی خود چشم پوشی کرد. به گفته استرینگر، اسمیت همدل بود و نمی‌خواست گروه به دلیل مشکلات مالی از هم بپاشد. اسمیت علیرغم اینکه قبلاً گروه را ملاقات نکرده بود تصمیم گرفت کمک مالی کند. یکی از آخرین تک‌آهنگ‌ها، "به تو آسیب بزن"، پیش از آلبوم در ۲۰ اوت ۲۰۲۱ منتشر شد.
در پایان اوت ۲۰۲۱، آهنگ‌های گروه از ۸۰ گذشت میلیون جریان در تمام پلتفرم‌های پخش جهانی. تمام نسخه‌های فیزیکی و بیشتر اقلام تجاری فروخته شد. در این زمان، آبی ابدی به عنوان یکی از مورد انتظارترین اولین آلبوم‌های سال ۲۰۲۱ توسط Alternative Press , کرنگ! توصیف شد! و متال همر
با نزدیک شدن به انتشار Eternal Blue در اواسط سپتامبر ۲۰۲۱، لاپلانت فاش کرد که درامر رز یکی از اعضای رسمی Spiritbox است. از زمان پیوستن رز در اوایل سال ۲۰۲۰، رز با گروه عکسی نگرفته بود، که منجر به این گمانه زنی شد که او عضو رسمی گروه نیست، اگرچه لاپلانت توضیح داد که این به دلیل محدودیت‌های سفر در طول همه‌گیری کووید-۱۹ بود که مانع از پیوستن فیزیکی رز به گروه شد. در ویکتوریا گروه تنها دو روز قبل از شروع اولین تور خود با رز ملاقات کرده بود.
آبی ابدی در ۱۷ سپتامبر ۲۰۲۱ منتشر شد و نظرات مثبت منتقدان را دریافت کرد. لاپلانت گفت که آبی ابدی را تحقق «صدای واقعی او» می‌داند. آلبوم به رتبه ۱۳ رسید. در بیلبورد ایالات متحده ۲۰۰، No. رتبه ۳ در جدول فروش آلبوم برتر، و در بالای جدول آلبوم‌های برتر راک و هارد راک '. آلبوم به رتبه شماره رسید. ۸ در نمودارهای ARIA و شماره ۱۹ در جدول آلبوم‌های بریتانیا. طبق نظر Pollstar، فروشگاه رسمی کالا Spiritbox یک دلار درآمد داشت میلیون دلار از افتتاح آن در می ۲۰۲۰ تا اکتبر ۲۰۲۱، با فروش بین ۳۰٬۰۰۰ تا ۶۰٬۰۰۰ دلار در ماه.

### ۲۰۲۱-اکنون: بازگشت به تور و ئی‌پی‌ها
در اکتبر ۲۰۲۱، Spiritbox در کروز SS Neverender با عنوان Coheed و Cambria اجرا کرد که توسط شریک نروژی Cruise Line Sixthman تولید شد. در اوت ۲۰۲۱، Spiritbox به‌عنوان یکی از گروه‌های حامی تور Voyeurist Underoath به همراه بد اومنز و Stray from the Path در فوریه و مارس ۲۰۲۲ معرفی شد. [nb 1] در ماه مه ۲۰۲۲، هنرمند دوبله ایلنیوم تک آهنگ "Shivering" را منتشر کرد که Spiritbox را در اولین فیلم خود به نمایش گذاشت. گست چند روز بعد اعلام کرد که Spiritbox در کنار ماستودون میهمان خواهد بود به عنوان افتتاحیه دومین مرحله آمریکای شمالی Imperatur خود تا اوت و سپتامبر ۲۰۲۲. با این حال، Spiritbox خروج بیسیست بیل کروک را کمتر از یک هفته بعد اعلام کرد، تصمیمی متقابل در درون گروه. Spiritbox به سرعت جاش گیلبرت را که اخیراً از آی لی دایینگ را ترک کرده بود، به عنوان نوازنده موقت بیس خود در تور استخدام کرد. او به عنوان یک عضو تمام وقت در آوریل ۲۰۲۳ مورد استقبال قرار خواهد گرفت.
در ۲۲ ژوئن ۲۰۲۲، گروه سه آهنگ Rotoscope EP و یک ویدیو را برای آهنگ عنوان "Rotoscope" منتشر کرد. گیتار ورلد اشاره کرد که عنوان آهنگ یک عدد رقص مانند بود، در حالی که دو قطعه دیگر "Sew Me Up" و "Hysteria" "تنظیمات با طعم مصنوعی" بودند. در نوامبر ۲۰۲۲، Spiritbox اولین تور سرفصل خود را در ایالات متحده اعلام کرد. پس از دفن و فواصل از آوریل تا می ۲۰۲۳ به آنها ملحق شدند. در ۷ مارس ۲۰۲۳، فالینگ این ریورس، Popular Monstour را اعلام کرد، توری در ایالات متحده که در آن Spiritbox به عنوان مهمان در شش برنامه اجرا خواهد کرد. با این حال، در روزهای بعد، رانی ردکی، خواننده فالینگ این ریورس، پس از آن که یکی از طرفداران که او را به تجاوز متهم کرده بود، با واکنش تهاجمی رادکه در توییتر مواجه شد، جنجال برانگیخت. در ۱۳ مارس، Spiritbox از حساب توییتر خود اعلام کرد که تاریخ‌های برنامه‌ریزی شده برای تور را کنار گذاشته‌اند.
در ۱۹ آوریل ۲۰۲۳، گروه تک آهنگ جدیدی به نام The Void منتشر کرد. دو هفته بعد، گروه به عنوان پشتیبان از تور پاییزی Shinedown 's Revolutions Live همراه با پاپا روچ اعلام شد. آنها قبل از این تور با توقف در راک ام رینگ در ماه ژوئن انجام دادند. در ۲۵ اوت، گروه یک تک آهنگ جدید دیگر "Jaded" را همراه با اعلام یک EP جدید منتشر کرد. در ۱۳ اکتبر ۲۰۲۳، گروه آهنگ جدید دیگری به نام "درب انبار" را منتشر کرد. The Fear of Fear EP در ۳ نوامبر ۲۰۲۳ از طریق Pale Chord و Rise منتشر شد. در همان روز انتشار EP، گروه موزیک ویدیوهای آهنگ‌های "Ultraviolet" و "Angel Eyes" را منتشر کرد. آنها همچنین یک موزیک ویدیو برای آهنگ "خیلی نزدیک/خیلی دیر" در ۴ نوامبر منتشر کردند. در ۹ نوامبر ۲۰۲۳، گروه با رپر مگان تی استالیون برای ریمیکس آهنگ او، " کبرا " همکاری کرد. در اواخر همان ماه، "Jaded" نامزد بهترین اجرای متال در شصت و ششمین جوایز سالانه گرمی شد.
در دسامبر ۲۰۲۳، کورن یک تور در بریتانیا را اعلام کرد که Spiritbox به عنوان مهمان حضور داشت. آنها سه قرار با هم در اوت ۲۰۲۴ بازی خواهند کرد. ماه بعد، مشخص شد که گروه با جردن فیش، کیبوردیست که اخیراً برینگ می د هورایزن را ترک کرده بود، در یک استودیوی ضبط حضور داشتند.

## سبک موسیقی و تأثیرات
Spiritbox از چندین سبک موسیقی مبتنی بر هوی متال استفاده می‌کند. مکس مورین برای Metal Injection نوشت که تلاش برای اختصاص دادن یک برچسب ژانر به گروه "بیهوده" است. منتقدان سبک خود را متالکور، آلترناتیو متال، پراگرسیو متال، جنت ، پست متال، متالکور ملودیک، هارد راک، دثکور و نو متال توصیف کرده‌اند. آنها همچنین به عنوان "پست متالکور" برچسب گذاری شده‌اند. جان دی. بوکانن از AllMusic نوشت که «[پژواک‌های Spiritbox] مانند تسرکت، دفتونز و اونسنس عمل می‌کنند، صدای آن‌ها - شامل عناصر متال‌کور، نیو متال, پراگ، شوگیز و جنت - ترکیبی از سنگینی کوبنده با اثیری جوی است. در حالی که صدای همه‌کاره کورتنی لاپلانت از ملودیسین زیبا به فریادها و فریادهای شکنجه‌آمیز می‌پیوندد." بابی اولیویه از بیلبورد نوشت که گروه جنبه‌های مختلف از امبینت تا اینداستریال را به نمایش گذاشت. الی انیس ' Revolver، سبک موسیقی گروه را به عنوان تنظیمی از آلترناتیو متال با آوازهای زیبا و شیارهای غم انگیز دینت توصیف کرد. در مصاحبه ای در سال ۲۰۱۹، لاپلانت گفت که موسیقی گروه قبل از اینکه برای نسخه نهایی آهنگ‌ها فشرده شود، از یک پایه فلزی پراگرسیو ساخته شده است. با این حال، او Spiritbox را به‌عنوان یک گروه متالکور در نزدیکی انتشار آبی ابدی شناسایی کرد، اگرچه او همچنین گفت که "هدف اصلی [او] از این گروه سیالیت است".
این گروه عناصر الکترونیکی را در صدای خود به عنوان ویژگی‌های متمایز، به عنوان بخشی از یک ژانر موسیقی که از طریق استفاده هنری از فناوری‌های جدید تکامل می‌یابد، ادغام می‌کند. گیتار ورلد نوشت که Spiritbox «با موفقیت در هنر فلزات دیجیتالی تسلط یافت» در حالی که «یک مهر صوتی کاملاً متعلق به خود را حفظ کرد». سینت سایزر دیجیتال به عنوان یک جنبه صوتی خاص در بیشتر موسیقی گروه ظاهر می‌شود. Spiritbox پس از الهام گرفتن از صحنه موسیقی پاپ دهه ۱۹۸۰، ناین اینچ نیلز و گروه‌های اولیه پست پانک مانند کیور، سبک‌های الکترونیکی را با هم ترکیب کرد. گروه اذعان کرده است که تأثیر گروه‌های دارک راک و پاپ دهه ۱۹۸۰، که توسط ترکیب‌های موسیقی نامرتب از طریق مینیمالیسم سینت سایزر در ساختارهای آهنگ «هوا» تجسم یافته است، الهام‌بخش سبک اسپیریت‌باکس است.
لاپلانت و استرینگر گروه‌های الکسیس‌آن‌فایر و پروتست د هیرو را به عنوان تأثیرات اولیه موسیقی که به کار آنها با Spiritbox منتقل شد، معرفی کرده‌اند. گروه به دپش مد و تی‌یرز فور فی‌یرز به عنوان تأثیرات مهم اشاره کرد. سبک نوازندگی گیتار استرینگر شامل یک "تکنیک خراش برداشتن به سبک گوجیرا " است. لاپلانت تسرکت، دفتونز، کیت بوش، و ایمی لی را به عنوان تأثیرگذاران ذکر کرده است. و ذکر کرد که مشوقه "حامل استاندارد" او در هوی متال بود. او همچنین برای گوجیرا، بیورک، بیانسه، و اف‌کی‌ای توئیگز ابراز تحسین کرده است.
اولین تجربه لاپلانت در مورد دث گرول از گوش دادن به کنیبال کورپس در سن ۵ سالگی بود که در اوایل نوجوانی و در حین گوش دادن به نو متال به علاقه قابل توجهی به آوازهای خشن تبدیل شد. در سن هجده سالگی، لاپلانت برای اولین بار با شکستن آهنگی که توسط برادرش نوشته شده بود، صدای فریاد خود را کنار گذاشت. او گفت که لازم است مرزهای ژانر متالکور را با فراگیر و پیشرو بودن کنار بگذاریم تا مرتبط بمانیم. جمله‌بندی آوازی او بر اساس بیان موسیقایی او متأثر از هنرمندان آراندبی معاصر مانند دوجا کت، هر، سیزا و د ویکند است. آواز لاپلانت مورد تحسین منتقدان موسیقی قرار گرفته است. مورین او را «یکی از بهترین خواننده‌های صحنه متال مدرن» نامید. سام کور از کرانگ! اجرای آوازی خود را برجسته می‌کند و می‌گوید: «تعداد کمی از افراد جلو با مهارت، عمق و وحشیانه کورتنی لاپلانت، انتقال از پاکسازی به فریاد را انجام می‌دهند».

## آلبوم‌ها
- آبی ابدی (به انگلیسی: Eternal Blue) (2021)